# Roman Chtiej
Roman Chtiej (ur. 21 stycznia 1941 w Guesnain, Francja) – polski kolarz szosowy i torowy, mistrz Polski.

## Życiorys
Urodził się w rodzinie polskich emigrantów we Francji, ale w dzieciństwie powrócił do Polski. Był zawodnikiem klubów Legia Warszawa i Start Kłodnica. W 1963 uczestniczył w mistrzostwach świata w kolarstwie szosowym, zajmując 5. miejsce w drużynowym wyścigu na 100 km. Startował również w tych mistrzostwach w wyścigu indywidualnym ze startu wspólnego, ale wycofał się w trakcie jazdy.
Dwukrotnie wygrywał mistrzostwa Polski w indywidualnym wyścigu szosowym. W 1961 zwyciężył w pierwszym z trzech wyścigów rozgrywanych w celu wyłonienia mistrza Polski i triumfował w końcowej klasyfikacji trzech wyścigów. W 1963 zwyciężył w klasycznie rozgrywanym wyścigu o mistrzostwo Polski. Był też mistrzem Polski w torowym wyścigu na 50 km (1962), a w 1962 zdobył brązowy medal mistrzostw Polski w torowym wyścigu indywidualnym na 4000 m na dochodzenie. Wygrał również pierwszą edycję Małopolskiego Wyścigu Górskiego (1961).
W 1964 wyjechał do zachodniej Europy i jeździł w zawodowych grupach kolarskich Terrot - Leroux (Belgia - 1964) i Pelforth - Sauvage - Lejeune (Francja - 1966-1968) jako Rene Chtiej. W czasie kariery zawodowej wygrał m.in. wyścig Francja-Belgia w 1966, a w 1968 uczestniczył w Vuelta a España, nie kończąc jednak wyścigu.
Jest bratem kolarza Jana Chtieja.